# Sprucella succida
Sprucella succida là một loài rêu tản trong họ Lepidoziaceae. Loài này được (Mitt.) Stephani miêu tả khoa học lần đầu tiên năm 1891.